# Across the Atlantic (film 1914)
Across the Atlantic è un cortometraggio muto del 1914 diretto da Herbert Brenon.

## Produzione
Il film fu prodotto dall'Independent Moving Pictures Co. of America (IMP). Venne girato nel Regno Unito, a Epsom, Hendon e Londra .

## Distribuzione
Distribuito dall'Universal Film Manufacturing Company, il film uscì nelle sale cinematografiche acronimo l'11 giugno 1914.